# Behchokǫ̀
Behchokǫ̀ – miejscowość w Kanadzie, w Terytoriach Północno-Zachodnich. Według danych na rok 2016 liczyła 1 874 mieszkańców.